# Diecezja Guanare
Diecezja Guanare (łac. Dioecesis Guanarensis) – diecezja Kościoła rzymskokatolickiego w Wenezueli. Należy do archidiecezji Barquisimeto. Została erygowana 7 czerwca 1954 roku przez papieża Piusa XII mocą konstytucji aposotolskiej Ex quo tempore.

## Ordynariusze
- Pedro Pablo Francia Tenreiro, 1954–1965
- Eduardo Herrera Riera, 1966–1970
- Angel Rodriguez Adolfo Polachini, 1971–1994
- Alejandro Figueroa Medina, 1995–2000
- José Sótero Valero Ruz, 2001–2011
- José de la Trinidad Valera Angulo, 2011–2023
- Oswaldo Enrique Araque Valerio (od 2023)